# أنتينومي أف كومون فلوارز
أنتينومي أف كومون فلوارز (بالإنجليزية: Antinomy of Common Flowers)‏، هي لعبة فيديو يابانية من نوع قتال، صدرت اللعبة سنة 2017م في إحدى المتاجر الخاصة اليابانية، وصدرت هذه اللعبة في الموقع الإلكتروني ستيم في شهر يناير 2018، حيث تعمل حصراً على نظام مايكروسوفت ويندوز.

## الموقع الخارجي
- الموقع الرسمي
 (اليابانية)